# Theofanis Gekas
Theofanis Gekas(Tiếng Hy Lạp: Θεοφάνης Γκέκας) sinh ngày 23 tháng 5 năm 1980 là một cựu cầu thủ bóng đá người Hy Lạp chơi ở vị trí tiền đạo cắm. Anh là một tiền đạo hàng đầu ở Hy Lạp và Bundesliga. Anh cũng là một tiền đạo hàng đầu châu Âu. Gekas đã ghi 10 bàn ở Vòng loại World Cup của đội tuyển Hy Lạp.
Ngày 7 tháng 5 năm 2017, Theofanis Gekas chính thức giã từ sự nghiệp thi đấu quốc tế sau 20 năm thi đấu chuyên nghiệp.

## Thi đấu ở Hy Lạp

### Chơi ở các đội nhỏ
Khi còn trẻ, Gekas thi đấu cho đội bóng địa phương AEL 1964 ở giải hạng nhì Hy Lạp. Mùa hè năm 2001, Gekas chuyển tới Kallithea FC. Anh cùng Kallithea thăng lên hạng nhất Hy Lạp. Gekas đã ghi tới 30 bàn trong 87 lần ra sân.

### Panathinaikos
Sau khi ghi 32 bàn trong 73 trận đấu, anh chuyển tới Panathinaikos trong kì chuyển nhượng mùa đông năm 2005. Tại đây, anh trở thành cầu thủ ghi bàn hàng đầu của giải vô địch Hy Lạp vào năm 2005 (17 bàn). Anh được gọi vào đội tuyển quốc gia, nơi anh ra mắt lần đầu trong chiến thắng 2-0 vòng loại World Cup gặp Albania Tháng Ba năm 2005.Trong mùa giải 2004-05, anh cũng trở thành cầu thủ ghi bàn hàng đầu cúp quốc gia Hy Lạp.
Ở Panathinaikos, Gekas ghi được 23 bàn trong 41 lần ra sân. Trong mùa giải 2005-06 Gekas thi đấu ở UEFA Champions League và về nhì trong danh sách Cầu thủ ghi bàn nhiều nhất của Hy Lạp.

## Thi đấu ở Đức

### VfL Bochum
Đội bóng Đức Bochum đã ký hợp đồng với Panathinaikos để mượn Gekas năm 2006. Nhưng cũng trong mùa hè năm đó, Bochum ký hợp đồng với một tiền đạo hàng đầu khác là Dimitris Salpigidis.Gekas sợ ít được đá chính nên đã không ở lại Bochum lâu dài. Panathinaikos cũng quyết định chỉ bán đứt Gekas với giá 700000 EURO trở lên và khi Bochum trụ lại ở Bundesliga. Mùa giải đó, Bochum đá trụ lại được nhưng cái giái mà Panathinaikos đưa ra quá đắt với họ.

### Leverkusen
Cuối tháng 4 năm 2007, Panathinaikos khẳng định họ đã đạt được thỏa thuận bán Gekas cho Bayer Leverkusen. Ở đây, anh chơi khá tốt và nhận một khoản tiền 2000000 EURO một năm, bàng bốn năm đá ở Bochum. Tuy nhiên, Bayer 04 lúc đó đang sở hữu nhiều tiền đạo ngôi sao nên Michael Skibbe đã để Gekas ngồi dự bị. Sau trấn thương của tiền đạo Dmitri Bulykin, Gekas lại được đá chính và giúp Leverkusen giành 1 vé dự cúp châu Âu.

## Thi đấu ở Anh
Tháng 2 năm 2009, anh được đem cho Portsmouth mượn trong giai đoạn lượt về của mùa giải.. Huấn luyện viên Tony Adams có ý định giữ Gekas lâu dài nhưng đã không thành vì bị sa thải và được thay bởi Paul Hart. Gekas liên tục chỉ trích Hart và đòi về Leverkusen.

## Thống kê sự nghiệp

### Câu lạc bộ
| Câu lạc bộ  | Câu lạc bộ           | Câu lạc bộ         | Giải đấu         | Giải đấu         | Cúp quốc gia   | Cúp quốc gia   | Cúp liên đoàn   | Cúp liên đoàn   | Châu lục | Châu lục | Tổng cộng | Tổng cộng |
| Mùa giải    | Câu lạc bộ           | Giải đấu           | Trận             | Bàn              | Trận           | Bàn            | Trận            | Bàn             | Trận     | Bàn      | Trận      | Bàn       |
| Hy Lạp      | Hy Lạp               | Hy Lạp             | Giải đấu         | Giải đấu         | Cúp quốc gia   | Cúp quốc gia   | Cúp liên đoàn   | Cúp liên đoàn   | Châu Âu  | Châu Âu  | Tổng cộng | Tổng cộng |
| ----------- | -------------------- | ------------------ | ---------------- | ---------------- | -------------- | -------------- | --------------- | --------------- | -------- | -------- | --------- | --------- |
| 1998–99     | AEL                  | Beta Ethniki       | 8                | 1                | 1              | 0              | —               | —               | —        | —        | 9         | 1         |
| 1999–2000   | AEL                  | Beta Ethniki       | 24               | 5                | 2              | 1              | —               | —               | —        | —        | 26        | 6         |
| 2000–01     | AEL                  | Beta Ethniki       | 29               | 10               | 1              | 0              | —               | —               | —        | —        | 30        | 10        |
| 2001–02     | Kallithea            | Beta Ethniki       | 26               | 14               | 1              | 0              | —               | —               | —        | —        | 27        | 15        |
| 2002–03     | Kallithea            | Alpha Ethniki      | 29               | 8                | 2              | 1              | —               | —               | —        | —        | 31        | 9         |
| 2003–04     | Kallithea            | Alpha Ethniki      | 29               | 13               | 1              | 0              | —               | —               | —        | —        | 30        | 13        |
| 2004–05     | Kallithea            | Alpha Ethniki      | 16               | 9                | 2              | 1              | —               | —               | —        | —        | 18        | 10        |
| 2004–05     | Panathinaikos        | Alpha Ethniki      | 13               | 8                | 1              | 0              | —               | —               | 2        | 0        | 16        | 8         |
| 2005–06     | Panathinaikos        | Alpha Ethniki      | 28               | 15               | 1              | 0              | —               | —               | 4        | 0        | 33        | 15        |
| Đức         | Đức                  | Đức                | Bundesliga       | Bundesliga       | DFB-Pokal      | DFB-Pokal      | DFB Ligapokal   | DFB Ligapokal   | Châu Âu  | Châu Âu  | Tổng cộng | Tổng cộng |
| 2006–07     | VfL Bochum           | Bundesliga         | 32               | 20               | 3              | 2              | —               | —               | —        | —        | 35        | 22        |
| 2007–08     | Bayer Leverkusen     | Bundesliga         | 29               | 11               | 1              | 0              | —               | —               | 10       | 2        | 40        | 13        |
| 2008–09     | Bayer Leverkusen     | Bundesliga         | 15               | 2                | 3              | 1              | —               | —               | —        | —        | 18        | 3         |
| Anh         | Anh                  | Anh                | Premier League   | Premier League   | FA Cup         | FA Cup         | League Cup      | League Cup      | Châu Âu  | Châu Âu  | Tổng cộng | Tổng cộng |
| 2008–09     | Portsmouth           | Premier League     | 1                | 0                | 0              | 0              | 0               | 0               | 0        | 0        | 1         | 0         |
| Đức         | Đức                  | Đức                | Bundesliga       | Bundesliga       | DFB-Pokal      | DFB-Pokal      | DFB Ligapokal   | DFB Ligapokal   | Châu Âu  | Châu Âu  | Tổng cộng | Tổng cộng |
| 2009–10     | Bayer Leverkusen     | Bundesliga         | 8                | 0                | 2              | 1              | —               | —               | —        | —        | 10        | 1         |
| 2009–10     | Hertha BSC           | Bundesliga         | 17               | 6                | 1              | 1              | —               | —               | 2        | 0        | 20        | 7         |
| 2010–11     | Eintracht Frankfurt  | Bundesliga         | 34               | 16               | 3              | 2              | —               | —               | —        | —        | 37        | 18        |
| 2011–12     | Eintracht Frankfurt  | 2. Bundesliga      | 14               | 7                | 1              | 2              | —               | —               | —        | —        | 15        | 9         |
| Thổ Nhĩ Kỳ  | Thổ Nhĩ Kỳ           | Thổ Nhĩ Kỳ         | Giải VĐQG        | Giải VĐQG        | Türkiye Kupası | Türkiye Kupası | League Cup      | League Cup      | Châu Âu  | Châu Âu  | Tổng cộng | Tổng cộng |
| 2011–12     | Samsunspor           | Süper Lig          | 11               | 8                | 1              | 0              | —               | —               | —        | —        | 12        | 8         |
| Tây Ban Nha | Tây Ban Nha          | Tây Ban Nha        | La Liga          | La Liga          | Copa del Rey   | Copa del Rey   | Copa de la Liga | Copa de la Liga | Châu Âu  | Châu Âu  | Tổng cộng | Tổng cộng |
| 2012–13     | Levante              | La Liga            | 4                | 0                | 0              | 0              | —               | —               | 4        | 1        | 8         | 1         |
| Thổ Nhĩ Kỳ  | Thổ Nhĩ Kỳ           | Thổ Nhĩ Kỳ         | Giải VĐQG        | Giải VĐQG        | Türkiye Kupası | Türkiye Kupası | League Cup      | League Cup      | Châu Âu  | Châu Âu  | Tổng cộng | Tổng cộng |
| 2012–13     | Akhisar Belediyespor | Süper Lig          | 15               | 12               | 0              | 0              | —               | —               | —        | —        | 15        | 12        |
| 2013–14     | Konyaspor            | Süper Lig          | 24               | 13               | 1              | 0              | —               | —               | —        | —        | 25        | 13        |
| 2014–15     | Akhisar Belediyespor | Süper Lig          | 24               | 12               | 3              | 1              | —               | —               | —        | —        | 27        | 13        |
| 2015–16     | Eskişehirspor        | Süper Lig          | 10               | 5                | 0              | 0              | —               | —               | —        | —        | 10        | 5         |
| Thụy Sĩ     | Thụy Sĩ              | Thụy Sĩ            | Giải VĐQG        | Giải VĐQG        | Swiss Cup      | Swiss Cup      | Cúp liên đoàn   | Cúp liên đoàn   | Châu Âu  | Châu Âu  | Tổng cộng | Tổng cộng |
| 2015–16     | FC Sion              | Swiss Super League | 2                | 0                | 0              | 0              | —               | —               | 2        | 2        | 4         | 2         |
| Thổ Nhĩ Kỳ  | Thổ Nhĩ Kỳ           | Thổ Nhĩ Kỳ         | TFF First League | TFF First League | Türkiye Kupası | Türkiye Kupası | League Cup      | League Cup      | Châu Âu  | Châu Âu  | Tổng cộng | Tổng cộng |
| 2016–17     | Sivasspor            | TFF First League   | 10               | 2                | 2              | 1              | —               | —               | —        | —        | 12        | 3         |
| Quốc gia    | Hy Lạp               | Hy Lạp             | 202              | 83               | 12             | 3              | 0               | 0               | 6        | 0        | 220       | 86        |
| Quốc gia    | Đức                  | Đức                | 149              | 62               | 14             | 9              | 0               | 0               | 12       | 2        | 175       | 73        |
| Quốc gia    | Anh                  | Anh                | 1                | 0                | 0              | 0              | 0               | 0               | 0        | 0        | 1         | 0         |
| Quốc gia    | Thổ Nhĩ Kỳ           | Thổ Nhĩ Kỳ         | 94               | 52               | 7              | 2              | 0               | 0               | 0        | 0        | 101       | 54        |
| Quốc gia    | Tây Ban Nha          | Tây Ban Nha        | 4                | 0                | 0              | 0              | 0               | 0               | 4        | 1        | 8         | 1         |
| Quốc gia    | Thụy Sĩ              | Thụy Sĩ            | 30               | 13               | 1              | 0              | 0               | 0               | 2        | 2        | 33        | 15        |
| Tổng cộng   | Tổng cộng            | Tổng cộng          | 480              | 210              | 34             | 14             | 0               | 0               | 25       | 5        | 539       | 229       |

### Đội tuyển quốc gia
| Đội tuyển bóng đá quốc gia Hy Lạp | Đội tuyển bóng đá quốc gia Hy Lạp | Đội tuyển bóng đá quốc gia Hy Lạp |
| Năm                               | Số lần ra sân                     | Bàn thắng                         |
| --------------------------------- | --------------------------------- | --------------------------------- |
| 2005                              | 6                                 | 0                                 |
| 2006                              | 5                                 | 0                                 |
| 2007                              | 11                                | 6                                 |
| 2008                              | 13                                | 6                                 |
| 2009                              | 10                                | 8                                 |
| 2010                              | 7                                 | 0                                 |
| 2011                              | 3                                 | 1                                 |
| 2012                              | 11                                | 2                                 |
| 2013                              | 3                                 | 1                                 |
| 2014                              | 9                                 | 0                                 |
| Tổng cộng                         | 78                                | 24                                |

### Bàn thắng quốc tế
| #   | Ngày                     | Địa điểm                     | Đối thủ              | Bàn thắng | Kết quả | Giải đấu                 |
| --- | ------------------------ | ---------------------------- | -------------------- | --------- | ------- | ------------------------ |
| 1.  | 2 tháng 6 năm 2007       | Heraklion, Hy Lạp            | Hungary              | 2–0       | Thắng   | Vòng loại Euro 2008      |
| 2.  | 22 tháng 8 năm 2007      | Thessaloniki, Hy Lạp         | Tây Ban Nha          | 2–3       | Thua    | Giao hữu                 |
| 3.  | 13 tháng 10 năm 2007     | Athens, Hy Lạp               | Bosna và Hercegovina | 3–2       | Thắng   | Vòng loại Euro 2008      |
| 4.  | 17 tháng 11 năm 2007     | Athens, Hy Lạp               | Malta                | 5–0       | Thắng   | Vòng loại Euro 2008      |
| 5.  | 17 tháng 11 năm 2007     | Athens, Hy Lạp               | Malta                | 5–0       | Thắng   | Vòng loại Euro 2008      |
| 6.  | 17 tháng 11 năm 2007     | Athens, Hy Lạp               | Malta                | 5–0       | Thắng   | Vòng loại Euro 2008      |
| 7.  | 20 tháng 8 năm 2008      | Bratislava, Slovakia         | Slovakia             | 0–2       | Thắng   | Giao hữu                 |
| 8.  | 20 tháng 8 năm 2008      | Bratislava, Slovakia         | Slovakia             | 0–2       | Thắng   | Giao hữu                 |
| 9.  | 6 tháng 9 năm 2008       | Luxembourg City, Luxembourg  | Luxembourg           | 0–3       | Thắng   | Vòng loại World Cup 2010 |
| 10. | 10 tháng 9 năm 2008      | Riga, Latvia                 | Latvia               | 0–2       | Thắng   | Vòng loại World Cup 2010 |
| 11. | 10 tháng 9 năm 2008      | Riga, Latvia                 | Latvia               | 0–2       | Thắng   | Vòng loại World Cup 2010 |
| 12. | 19 tháng 11 năm 2008     | Piraeus, Hy Lạp              | Ý                    | 1–1       | Hòa     | Giao hữu                 |
| 13. | 11 tháng 2 năm 2009      | Piraeus, Hy Lạp              | Đan Mạch             | 1–1       | Hòa     | Giao hữu                 |
| 14. | 28 tháng 3 năm 2009      | Ramat Gan, Israel            | Israel               | 1–1       | Hòa     | Vòng loại World Cup 2010 |
| 15. | 9 tháng 9 năm 2009       | Chişinău, Moldova            | Moldova              | 1–1       | Hòa     | Vòng loại World Cup 2010 |
| 16. | 10 tháng 10 năm 2009     | Athens, Hy Lạp               | Latvia               | 5–2       | Thắng   | Vòng loại World Cup 2010 |
| 17. | 10 tháng 10 năm 2009     | Athens, Hy Lạp               | Latvia               | 5–2       | Thắng   | Vòng loại World Cup 2010 |
| 18. | 10 tháng 10 năm 2009     | Athens, Hy Lạp               | Latvia               | 5–2       | Thắng   | Vòng loại World Cup 2010 |
| 19. | 10 tháng 10 năm 2009     | Athens, Hy Lạp               | Latvia               | 5–2       | Thắng   | Vòng loại World Cup 2010 |
| 20. | 14 tháng 10 năm 2009     | Athens, Hy Lạp               | Luxembourg           | 2–1       | Thắng   | Vòng loại World Cup 2010 |
| 21. | 7 tháng 10 năm 2011      | Piraeus, Hy Lạp              | Croatia              | 2–0       | Thắng   | Vòng loại Euro 2012      |
| 22. | ngày 12 tháng 6 năm 2012 | Wrocław, Ba Lan              | Cộng hòa Séc         | 1–2       | Thua    | Euro 2012                |
| 23. | 7 tháng 9 năm 2012       | Riga, Latvia                 | Latvia               | 1–2       | Thắng   | Vòng loại World Cup 2014 |
| 24. | 22 tháng 3 năm 2013      | Zenica, Bosna và Hercegovina | Bosna và Hercegovina | 3–1       | Thua    | Vòng loại World Cup 2014 |